# Miguel Bossio (futbolista)
Miguel Ángel Bossio Bastianini (Montevideo, 10 de febrero de 1960) es un exfutbolista uruguayo, campeón de la Copa Libertadores en 1982 con Peñarol.

## Selección nacional
Con la selección uruguaya disputó 30 partidos y participó en el mundial de 1986
| Torneo            | Sede          | Resultado |
| ----------------- | ------------- | --------- |
| Copa América 1983 | Sin sede fija | Campeón   |

| Mundial                        | Sede   | Resultado        |
| ------------------------------ | ------ | ---------------- |
| Copa Mundial de Fútbol de 1986 | México | Octavos de final |

## Clubes
| Club        | País    | Año         |
| ----------- | ------- | ----------- |
| Racing      | Uruguay | 1974 - 1977 |
| Sud América | Uruguay | 1978 - 1979 |
| Peñarol     | Uruguay | 1980 - 1985 |
| Valencia    | España  | 1986 - 1991 |
| Sabadell    | España  | 1991 - 1992 |
| Albacete    | España  | 1992 - 1993 |

## Palmarés

### Como jugador

#### Torneos nacionales
| Título              | Club    | País    | Año  |
| ------------------- | ------- | ------- | ---- |
| Campeonato Uruguayo | Peñarol | Uruguay | 1981 |
| Campeonato Uruguayo | Peñarol | Uruguay | 1982 |
| Campeonato Uruguayo | Peñarol | Uruguay | 1985 |
| Campeonato Uruguayo | Peñarol | Uruguay | 1986 |

#### Torneos internacionales
| Título                | Club    | País    | Año  |
| --------------------- | ------- | ------- | ---- |
| Copa Libertadores     | Peñarol | Uruguay | 1982 |
| Copa Intercontinental | Peñarol | Uruguay | 1982 |